# أليسغا باولاك
أليسغا باولاك (بالبولندية: Alicja Pawlak)‏ هي لاعبة كرة قدم بولندية، ولدت في 13 أكتوبر 1983 في بولندا. شاركت مع منتخب بولندا الوطني لكرة القدم للسيدات. أما مع النوادي، فقد لعبت مع RTP Unia Racibórz ‏.

## وصلات خارجية
- أليسغا باولاك على موقع الاتحاد الدولي (مؤرشف)  (الإنجليزية)
- أليسغا باولاك على موقع الاتحاد الأوربي (الإنجليزية)
- أليسغا باولاك على موقع قاعدة بيانات كرة القدم.إي يو (الإنجليزية)